# Myśliczek krasnoplamek
Myśliczek krasnoplamek (Stenus bimaculatus) – gatunek chrząszcza z rodziny kusakowatych i podrodziny myśliczków (Steninae).
Gatunek ten został opisany w 1810 roku przez Leonarda Gyllenhaala.
Chrząszcz o ciele długości od 6 do 7 mm. Przedplecze ma nieco dłuższe niż szersze i nieco krótsze od pokryw. Na każdej z pokryw występuje czerwona plama położona za środkiem jej długości i w równej odległości od jej szwu i krawędzi bocznej. Początkowe tergity odwłoka mają pośrodku części nasadowych pojedyncze, krótkie listewki. Co najmniej cztery pierwsze tergity mają boczne brzegi odgraniczone szerokimi bruzdami. Odnóża nie są w całości czarne. Uda tylnej pary odnóży mają zatokowate wcięcia o odstającym owłosieniu. Smukłe tylne stopy prawie dorównują długością goleniom.
Chrząszcz palearktyczny, rozprzestrzeniony w prawie całej Europie oraz Syberii, Armenii i Mongolii. Występuje od nizin po niższe położenia górskie. Zasiedla błotniste pobrzeża wód i obszary bagniste, gdzie spotyka się go pod opadłymi liśćmi, innymi szczątkami roślinnymi i w napływkach